# Sacklast
Die Sacklast war ein in Danzig verbreitetes Volumenmaß für Getreide, das besonders von den Bäckern verwendet wurde. Erwähnung fand das Maß in einer Bittschrift an den König von Polen und Großfürsten von Litauen Johann III. Sobieski aus dem Jahre 1677.
- 1 Sacklast = 5 Malter = 80 Scheffel

Im Unterschied zu diesem Maß war die normale Last kleiner und so galt
- 1 Last = 3 ¾ Malter = 60 Scheffel